# Гаврич, Неманья
Неманья Гаврич (словен. Nemanja Gavrić; 20 октября, 2003, Изола, Словения) — словенский футболист, опорный полузащитник клуба «Радомлье».

## Клубная карьера
Воспитанник академий «Изолы», «Горицы» и столичной «Олимпии». В составе последней дебютировал 18 сентября 2021 года в домашнем матче Первой лиги против «Целе», заменив Свита Сешлара на 79-й минуте. Всего в том сезоне за первую команду отыграл два матча. Зимой 2022 года на правах аренды до конца сезона перешёл в клуб Второй лиги «Кршко». Дебютировал 5 марта в гостевой игре с «Илирией», выйдя в стартовом составе. 
14 июля 2022 года дебютировал в еврокубках, выйдя на замену в ответном матче квалификации Лиги конференций против «Дифферданж 03». Впервые в стартовом составе вышел 9 ноября в домашней игре Кубка Словении с «Лютомером», забив первый гол за клуб. Первый гол в чемпионате забил 11 декабря, поучаствовав в разгроме «Табора» (0:8). В том сезоне вместе с клубом оформил дубль, выиграв чемпионат и кубок страны. Назывался одним из самых талантливых словенских игроков.
Несмотря на действовавший до лета 2025 года контракт, в январе 2024 года Planet Nogomet и Sportklub сообщили о возможном трансфере полузащитника в «Радомлье» или «Алюминий». 6 января игрок расторг контракт с «драконами», а на следующий день на правах свободного агента перешёл в клуб из Гореньски, подписав контракт на два с половиной года; при этом «Олимпия» сохранила за собой процент от перепродажи игрока. За новую команду дебютировал 10 февраля в гостевой игре с «Копером», заменив на 91-й добавленной минуте Маджида Шошича.

## Карьера в сборной
Выступал за сборные до 18 и до 19 лет. В составе последней участвовал в отборе к чемпионату Европы 2022.

## Личная жизнь
Старший брат Неманьи Александар также футболист.

## Достижения

### Клубные
«Олимпия» Любляна
- Чемпион Словении: 2021/22
- Обладатель Кубка Словении: 2021/22